# Wereldkampioenschap voetbal 1970 (kwalificatie CAF)
In totaal schreven 13 landen zich in om mee te doen aan de kwalificatie van het Wereldkampioenschap voetbal 1970. Twee van deze landen trokken zich echter terug (Guinee en Zaïre) zonder een wedstrijd te spelen. Er was 1 plek beschikbaar voor de landen uit het Afrikaanse continent, Marokko zou zich voor de eerste keer kwalificeren voor het hoofdtoernooi. In de finalegroep was dat landen sterker dan Nigeria en Soedan. De kwalificatie duurde van 27 oktober 1968 tot en met 8 november 1969.

## Opzet
Eerste ronde: Tien landen doen mee aan deze ronde. Er spelen steeds twee landen 2 keer tegen elkaar, een uit- en thuiswedstrijd. De winnaar over twee wedstrijden plaatst zich voor de volgende ronde.

Tweede ronde: De winnaars uit de eerste ronde (12 landen) doen mee. Ghana was automatische geplaatst voor deze ronde. Er spelen steeds twee landen 2 keer tegen elkaar, een uit- en thuiswedstrijd. De winnaar over twee wedstrijden plaatst zich voor de volgende ronde.

Finaleronde: De winnaars uit de tweede ronde (3 landen) doen mee. Er wordt één groep gevormd en de landen spelen allemaal 2 keer tegen elkaar. De winnaar van de groep kwalificeert zich voor het hoofdtoernooi.

## Gekwalificeerd land
| FIFA-lid | Kwalificatie | Aantal dln. (incl. 1970) | Dln. op rij | Eerste dln. | Laatste dln. | Titels (excl. 1970) | Beste prestatie |
| -------- | ------------ | ------------------------ | ----------- | ----------- | ------------ | ------------------- | --------------- |
| Marokko  | Finaleronde  | 1e                       | 1           | n.v.t.      | n.v.t.       | n.v.t.              | n.v.t.          |

## Wedstrijden
Legenda

### Eerste ronde
|                 |                                          |       |                |                                                                                            |
| 27 oktober 1968 | Zambia                                   | 4 – 2 | Soedan         | Dag Hammarskjöldstadion, Ndola Toeschouwers: 11.714 Scheidsrechter: Philippe Mutombo (ZAI) |
| 27 oktober 1968 | Kapengwe 14', 56' Kaposa 58' Makwaza 83' |       | Osman 26', 30' | Dag Hammarskjöldstadion, Ndola Toeschouwers: 11.714 Scheidsrechter: Philippe Mutombo (ZAI) |

|                 |                                              |            |                          |                                                                                     |
| 8 november 1968 | Soedan                                       | 4–2 (n.v.) | Zambia                   | Khartoum Stadion, Khartoem Toeschouwers: 17.083 Scheidsrechter: Ali Kandil (V.A.R.) |
| 8 november 1968 | El-Sheikh 38' Bakheit 76', 81' El-Fadil 114' |            | 22' Chitalu 96' Kapengwe | Khartoum Stadion, Khartoem Toeschouwers: 17.083 Scheidsrechter: Ali Kandil (V.A.R.) |

Soedan kwalificeert zich voor de tweede ronde omdat het meer goals maakte in de tweede wedstrijd.
|                 |              |       |         | |
| 3 november 1968 | Marokko      | 1 – 0 | Senegal | Stade d'Honneur, Casablanca Toeschouwers: 2.582 Scheidsrechter: José María Ortiz de Mendíbil (ESP) |
| 3 november 1968 | Benkhrif 72' |       |         | Stade d'Honneur, Casablanca Toeschouwers: 2.582 Scheidsrechter: José María Ortiz de Mendíbil (ESP) |

|                |                    |       |            |                                                                                            |
| 5 januari 1969 | Senegal            | 2 – 1 | Marokko    | Stade Demba Diop, Dakar Toeschouwers: 11.487 Scheidsrechter: Mamadou Mabel Ba Diarra (MLI) |
| 5 januari 1969 | Diéme 26' Diop 32' |       | 14' Akesbi | Stade Demba Diop, Dakar Toeschouwers: 11.487 Scheidsrechter: Mamadou Mabel Ba Diarra (MLI) |

Omdat de score na twee wedstrijden gelijkstond (2–2), werd er een extra play-off gespeeld op neutraal terrein.
|                  |                         |       |         |                                                                                                  |
| 13 februari 1969 | Marokko                 | 2 – 0 | Senegal | Estadio Union Deportivo, Las Palmas Toeschouwers: 7.924 Scheidsrechter: Gaspar Pintado Viu (ESP) |
| 13 februari 1969 | Bamous 54' Hafnaoui 60' |       |         | Estadio Union Deportivo, Las Palmas Toeschouwers: 7.924 Scheidsrechter: Gaspar Pintado Viu (ESP) |

Marokko kwalificeert zich voor de tweede ronde.
|                  |                      |       |                   |                                                                                    |
| 17 november 1968 | Algerije             | 1 – 2 | Tunesië           | El-Annasserstadion, Algiers Toeschouwers: 13.419 Scheidsrechter: Roger Barde (FRA) |
| 17 november 1968 | Amirouche 29' (pen.) |       | 72', 80' Chakroun | El-Annasserstadion, Algiers Toeschouwers: 13.419 Scheidsrechter: Roger Barde (FRA) |

|                  |         |       |          |                                                                               |
| 29 december 1968 | Tunesië | 0 – 0 | Algerije | Stade El Menzah, Tunis Toeschouwers: 36.814 Scheidsrechter: Fabio Monti (ITA) |
| 29 december 1968 |         |       |          | Stade El Menzah, Tunis Toeschouwers: 36.814 Scheidsrechter: Fabio Monti (ITA) |

Tunesië kwalificeert zich voor de tweede ronde.
|                 |                 |       |           |                                                                                  |
| 7 december 1968 | Nigeria         | 1 – 1 | Kameroen  | Surulerestadion, Lagos Toeschouwers: 7.201 Scheidsrechter: Philip Robinson (LBR) |
| 7 december 1968 | Aghoghovbia 47' |       | 69' Owona | Surulerestadion, Lagos Toeschouwers: 7.201 Scheidsrechter: Philip Robinson (LBR) |

|                  |                |       |                       |                                                                                      |
| 22 december 1968 | Kameroen       | 2 – 3 | Nigeria               | Stade Akwa, Douala Toeschouwers: 6.988 Scheidsrechter: Joseph Blanchard Angaud (CGO) |
| 22 december 1968 | Ayo Bassanguen |       | Ofuokwu Anieke Oshode | Stade Akwa, Douala Toeschouwers: 6.988 Scheidsrechter: Joseph Blanchard Angaud (CGO) |

Nigeria kwalificeert zich voor de tweede ronde.
|                 |                          |       |          |                                                                                            |
| 26 januari 1969 | Libië                    | 2 – 0 | Ethiopië | 11 Junistadion, Tripoli Toeschouwers: 5.687 Scheidsrechter: Mohamed Diab Al-Attar (V.A.R.) |
| 26 januari 1969 | Al-Jahani 22' Koussa 49' |       |          | 11 Junistadion, Tripoli Toeschouwers: 5.687 Scheidsrechter: Mohamed Diab Al-Attar (V.A.R.) |

|                 |                      |       |          |                                                                                                |
| 9 februari 1969 | Ethiopië             | 5 – 1 | Libië    | Haile Selassiestadion, Addis Abeba Toeschouwers: 6.759 Scheidsrechter: Ahmed El-Kholy (V.A.R.) |
| 9 februari 1969 | Feseha Geremew Germa |       | Ben Soed | Haile Selassiestadion, Addis Abeba Toeschouwers: 6.759 Scheidsrechter: Ahmed El-Kholy (V.A.R.) |

Ethiopië kwalificeert zich voor de tweede ronde.

### Tweede ronde
|               |         |       |         |                                                                                     |
| 27 april 1969 | Tunesië | 0 – 0 | Marokko | Stade El Menzah, Tunis Toeschouwers: 26.706 Scheidsrechter: Michel Kitabdjian (FRA) |
| 27 april 1969 |         |       |         | Stade El Menzah, Tunis Toeschouwers: 26.706 Scheidsrechter: Michel Kitabdjian (FRA) |

|             |         |              |         |                                                                                               |
| 18 mei 1969 | Marokko | 0 – 0 (n.v.) | Tunesië | Stade d'Honneur, Casablanca Toeschouwers: 20.000 Scheidsrechter: Juan Gardeazábal Garay (ESP) |
| 18 mei 1969 |         |              |         | Stade d'Honneur, Casablanca Toeschouwers: 20.000 Scheidsrechter: Juan Gardeazábal Garay (ESP) |

Na twee wedstrijden stond het gelijk, daardoor werd er een extra wedstrijd gespeeld.
|              |                        |              |                      | |
| 13 juni 1969 | Marokko                | 2 – 2 (n.v.) | Tunesië              | Stade Municipal, Marseille (Frankrijk) Toeschouwers: 4.185 Scheidsrechter: Michel Kitabdjian (FRA) |
| 13 juni 1969 | Khanousi 27' Jarir 53' |              | Chaïbi 3' Cheman 87' | Stade Municipal, Marseille (Frankrijk) Toeschouwers: 4.185 Scheidsrechter: Michel Kitabdjian (FRA) |

Marokko kwalificeert zich voor de finale, omdat het gelijk was werd dit bepaald door loting.
|            |              |       |              |                                                                                             |
| 4 mei 1969 | Ethiopië     | 1 – 1 | Soedan       | Haile Selassiestadion, Addis Abeba Toeschouwers: 9.015 Scheidsrechter: Mohamed Touati (TUN) |
| 4 mei 1969 | Mengistu 79' |       | El-Rasoul 9' | Haile Selassiestadion, Addis Abeba Toeschouwers: 9.015 Scheidsrechter: Mohamed Touati (TUN) |

|             |                               |       |           |                                                                                     |
| 11 mei 1969 | Soedan                        | 3 – 1 | Ethiopië  | Khartoum Stadion, Khartoem Toeschouwers: 22.373 Scheidsrechter: Ali Kandil (V.A.R.) |
| 11 mei 1969 | Gagarin 20', 60' Jadallah 80' |       | Asfaw 65' | Khartoum Stadion, Khartoem Toeschouwers: 22.373 Scheidsrechter: Ali Kandil (V.A.R.) |

Soedan kwalificeert zich voor de finale.
|             |                        |       |            |                                                                                    |
| 10 mei 1969 | Nigeria                | 2 – 1 | Ghana      | Liberty Stadium, Ibadan Toeschouwers: 20.000 Scheidsrechter: Youssou N'Diaye (SEN) |
| 10 mei 1969 | Imasuen 62' Oshode 64' |       | Ankrah 18' | Liberty Stadium, Ibadan Toeschouwers: 20.000 Scheidsrechter: Youssou N'Diaye (SEN) |

|             |         |       |           |                                                                                           |
| 18 mei 1969 | Ghana   | 1 – 1 | Nigeria   | Accra Sports Stadium, Accra Toeschouwers: 22.386 Scheidsrechter: Tiedro Cy-Nahounou (CIV) |
| 18 mei 1969 | Ola 41' |       | Garba 19' | Accra Sports Stadium, Accra Toeschouwers: 22.386 Scheidsrechter: Tiedro Cy-Nahounou (CIV) |

Nigeria kwalificeert zich voor de finale.

### Finaleronde
De finale-poule bestond uit Marokko, Nigeria en Soedan. Het laatste land plaatste zich op een merkwaardige manier voor de tweede ronde: Soedan won met 4-2 van Zambia, terwijl Zambia het eerste wedstrijd met 4-2 had gewonnen. De FIFA besloot Soedan tot winnaar uit te roepen, omdat ze in de laatste wedstrijd meer doelpunten hadden gescoord. In de tweede ronde won Marokko in een beslissingswedstrijd in Marseille van Tunesië via loting (kop/munt), in 1962 gebeurde hetzelfde met dezelfde uitslag. Nigeria won van Ghana. In de finale-poule won Marokko al hun thuiswedstrijden en dat was genoeg voor kwalificatie. Na een 3-0 zege op Soedan was de concurrentie onbereikbaar geworden.
| Pos | Land    | Wed | Win | Gel | Ver | DV | DT | +/− | Pnt |
| --- | ------- | --- | --- | --- | --- | -- | -- | --- | --- |
| 1.  | Marokko | 4   | 2   | 1   | 1   | 5  | 3  | +2  | 5   |
| 2.  | Nigeria | 4   | 1   | 2   | 1   | 8  | 7  | +1  | 4   |
| 3.  | Soedan  | 4   | 0   | 3   | 1   | 5  | 8  | –3  | 3   |

|                   |               |       |                   |                                                                                    |
| 13 september 1969 | Nigeria       | 2 – 2 | Soedan            | Liberty Stadium, Ibadan Toeschouwers: 44.500 Scheidsrechter: Ourabah Mohandi (ALG) |
| 13 september 1969 | Okoye 7', 30' |       | 33' Abbas 43' Ali | Liberty Stadium, Ibadan Toeschouwers: 44.500 Scheidsrechter: Ourabah Mohandi (ALG) |

|                   |                         |       |           |                                                                                    |
| 21 september 1969 | Marokko                 | 2 – 1 | Nigeria   | Stade d'Honneur, Casablanca Toeschouwers: 3.600 Scheidsrechter: Roger Mâchin (FRA) |
| 21 september 1969 | El Filali 50' Faras 63' |       | 53' Lawal | Stade d'Honneur, Casablanca Toeschouwers: 3.600 Scheidsrechter: Roger Mâchin (FRA) |

|                |                              |       |                              |                                                                                        |
| 3 oktober 1969 | Soedan                       | 3 – 3 | Nigeria                      | Khartoum Stadion, Khartoem Toeschouwers: 26.502 Scheidsrechter: Aurelio Angonese (ITA) |
| 3 oktober 1969 | Abbas 33' Musa 70' Wahba 84' |       | 49' Okoye 55' Ineh 72' Opone | Khartoum Stadion, Khartoem Toeschouwers: 26.502 Scheidsrechter: Aurelio Angonese (ITA) |

|                 |        |       |         |                                                                                     |
| 10 oktober 1969 | Soedan | 0 – 0 | Marokko | Khartoum Stadion, Khartoem Toeschouwers: 18.020 Scheidsrechter: Ali Kandil (V.A.R.) |
| 10 oktober 1969 |        |       |         | Khartoum Stadion, Khartoem Toeschouwers: 18.020 Scheidsrechter: Ali Kandil (V.A.R.) |

|                 |                              |       |        |                                                                                             |
| 26 oktober 1969 | Marokko                      | 3 – 0 | Soedan | Stade d'Honneur, Casablanca Toeschouwers: 19.600 Scheidsrechter: Major George Lamptey (GHA) |
| 26 oktober 1969 | El Filali 41' Jarir 76', 86' |       |        | Stade d'Honneur, Casablanca Toeschouwers: 19.600 Scheidsrechter: Major George Lamptey (GHA) |

|                 |                            |       |         |                                                                                    |
| 8 november 1969 | Nigeria                    | 2 – 0 | Marokko | Liberty Stadium, Ibadan Toeschouwers: 11.156 Scheidsrechter: Seyoum Tarekegn (ETH) |
| 8 november 1969 | Lawal 67' (pen.) Okoye 82' |       |         | Liberty Stadium, Ibadan Toeschouwers: 11.156 Scheidsrechter: Seyoum Tarekegn (ETH) |